# Ізмаїльський прикордонний загін
17 прикордонний загін імені полковника Олександра Жуковського (в/ч 1474) — є територіальним органом охорони кордону у складі Південного регіонального управління Державної прикордонної служби України.
Ізмаїльський прикордонний загін діє на території Болградського, Ізмаїльського, Кілійського та Ренійського районів Одеської області і охороняє ділянку державного кордону загальною протяжністю 442,4 км: з Республікою Молдова прикордонний загін охороняє по озеру 3 км та по сухопутній ділянці 132,8 км. З Республікою Румунія — 306,6 км, з них — по річці Дунай 181,1 км та
125,5 км морського кордону.

## Історія загону
Влітку 1940 року на територію Бессарабії були введені підрозділи прикордонних військ НКВС СРСР, котрим з 21:00 8 липня була передано під охорону держкордон. Наказом НКВС СРСР № 00780 від 29.06.1940 було виділено 7 прикордонних загонів (2, 23, 24, 25, 26, 79 і 97-й), що раніше охороняли стару ділянку кордону з Румунією. Постановою Політбюро ЦК ВКП(б) від 14 серпня 1940 був утворений Молдавський прикордонний округ, що складався з 5 прикордонних загонів: 23-й, 24-й, 25-й, 26-й і 79-й Ізмаїльський.
На підставі наказу НКВС № 00200 від 21.02.1941 р. було сформовано 4-й Чорноморський загін прикордонних суден для служби на річці Дунай. 79-й Ізмаїльський прикордонний загін у взаємодії з кораблями 4-го Чорноморського загону прикордонних суден охороняв ділянку кордону на Дунаї. Штаб 79-го прикордонного загону дислокувався безпосередньо в м. Ізмаїл. Його чотири комендатури знаходилися в містах Рені, Ізмаїл, Кілія, Вилкове. У них входили 20 застав. Чисельність особового складу загону становила 1569 чоловік. Начальником прикордонного загону призначили підполковника Грачова Саву Гнатовича (станом на 1941 рік — майор).
У червні-липні 1941 р. прикордонники загону, моряки прикордонних суден разом з частинами Червоної Армії не тільки утримували кордон, а й провели кілька рейдів (23, 24 і 25 червня) на румунську територію, знищивши ворожі передові кордони і пікети, оволодівши декількома населеними пунктами, у тому числі м. Стара Кілія, с. Пардіні, островом Роздільний, мисом Сатул-Ноу.
30 червня 1941 79-й прикордонний загін передав ділянку своєї відповідальності частинам РСЧА.
30 вересня 1941 року загін прибув до Харкова, де, переформувавшись у 17-й прикордонний полк, одержав завдання з охорони тилу 6-ї армії.
У березні 1944 року полк брав участь у звільненні Миколаєва, у квітні — Одеси.
25 серпня 1944 року о 8:00 полк досяг північної околиці м. Ізмаїла. За виявлену відвагу й мужність у боях за м. Ізмаїл з'єднанню присвоєно найменування «Ізмаїльський».
15 жовтня 1945 року наказом по військах НКВС № 903 17-й Червонопрапорний Ізмаїльський полк був розформований.
З травня 1945 року ділянка державного кордону від устя р. Прут до Чорного моря була узята під охорону підрозділами 26 Одеського Червонопрапорного прикордонного загону та ОКПП «Рені» з місцем дислокації у м. Рені.
1 липня 1976 року, згідно з наказом КДБ СРСР від 31.06.1976, управління частини передислокується з м. Рені до м. Ізмаїл.
У 1994 році на базі ОКПП «Ізмаїл» сформовано 17-й загін прикордонного контролю, у складі якого ввійшли 16-та застава прикордонного контролю 25 Березинського загону прикордонного контролю, 1-9 прикордонні застави 26-го Одеського Червонопрапорного прикордонного загону, а також управління, бойові підрозділи, і підрозділи забезпечення ОКПП «Ізмаїл».
З 20:00 20 серпня 1994 року частина розпочала охорону державного кордону України.
1998 року за Наказом Голови Держкомкордону у складі загону створено 1-шу прикордонну комендатуру (м. Рені).
З 30 березня 2000 року 17-й загін прикордонного контролю стає 17-м прикордонним загоном (перейменовано на підставі Наказу голови Держкомкордону).
У вересні 2000 року до складу Ізмаїльського загону увійшла школа морських фахівців (вийшла зі штату у липні 2002 року).
Березень 2002 року — створюється 2-га прикордонна комендатура загону, котра дислокувалася у м. Вилкове.
У серпні 2002 року до загону включено прикордонну заставу «Зміїний».
З 1 серпня 2003 року 17 прикордонний загін виконує завдання з охорони державного кордону вже у складі Державної прикордонної служби України..

## Події

### Участь в АТО
13 лютого 2015 року 140 військовослужбовців загону повернулися до місця постійної дислокації із зони АТО. Протягом шести місяців вони дислокувалися в Краматорську, а бойові завдання виконували на ділянці від Лисичанська до Костянтинівки.
|                                                                                  | На щастя, бійці не тільки з честю виконали покладені на них завдання, але й не допустили втрат - всі живі і здорові. 56 чоловік виявили бажання залишитися на Сході і продовжити службу |
| — Володимир Зуб, командир Ізмаїльського прикордонзагону, Ізмаїл зустрічав героїв | |

Саме фахівців Ізмаїльського навчально-тренувального загону морської охорони обрано для участі у 10-денній підготовці прикордонників Північного регіонального управління до керування катерами на акваторії Київського моря як інструкторів.
За повідомленням прес-служби Ізмаїльського загону у червні 2015 року автопарк частини отримав нові вантажівки та пікапи різних виробників (усього 54 одиниці), що мають замінити неефективну у бойових умовах радянську колісну техніку.

### Розширення
Загін став першою у ДПСУ частиною, де після восьмирічної перерви поновили службу за призовом: 6 червня 2016 року присягу на вірність Україні склали 80 матросів Морської охорони. Наразі вони проходитимуть підготовку в Ізмаїльському навчально-тренувальному центрі.
У лютому 2017 комендатура загону отримала три бронеавтомобілі «Кугуар».

### Навчання
Влітку 2016 року бійці загону провели комплексні навчання із залученням усього особового складу та бронетехніки.

## Командири
- 1982—1994 рр. — полковник Южбабенко Леонід Іванович
- 1994—2000 рр. — полковник Лисов Володимир Іванович
- 2000 рік — підполковник Шелест Вадим Степанович
- 2000—2001 рр. — полковник Суботін Валерій Олександрович
- 2001—2003 рр. — полковник Коробка Анатолій Миколайович
- 2003—2006 рр. — полковник Момот Ігор Федорович
- 2006—2008 рр. — полковник Кузьменко Володимир Валентинович
- 2008—2010 рр. — підполковник Аветюк Валерій Станіславович
- 2010—2012 рр. — полковник Васильківський Владислав Станіславович
- 2012—2014 рр. — полковник Задорожний Олександр Миколайович
- 15 вересня — 15 грудня 2014 року — полковник Панченко Андрій Васильович
- 2014—2021 рр.[уточнити] — полковник Зуб Володимир Петрович
- 2021—2022 рр.[уточнити] — полковник Луцков Віктор Миколайович[10][11]

## Перелік пунктів пропуску
На ділянці загону функціонує 17 пунктів пропуску:
- на кордоні з Республікою Молдова:
  - міжнародні автомобільні «Нові Трояни», «Табаки», «Виноградівка», «Рені»;
  - місцевий автомобільний «Залізничне»;
  - міждержавний автомобільний «Долинське»;
  - міжнародні залізничні «Фрікацей», «Болград», «Рені»;
- на кордоні з Республікою Румунія:
  - місцеві річкові «Рені», «Ізмаїл», «Вилкове», «Кілія»;
- для морського сполучення:
  - міжнародний пасажирсько-вантажний «Ренійський морський порт»,
  - міжнародний пасажирсько-вантажний «Ізмаїльський морський торговельний порт»;
  - міжнародний вантажний «Усть-Дунайський морський торговельний порт»;
- для повітряного сполучення:
  - міжнародний «Ізмаїл».

## Склад загону
До складу загону входять:
- управління загону
- 6 відділів прикордонної служби: «Нові Трояни», «Болград», «Нагірне», «Рені», «Ізмаїл», «Вилкове»
- прикордонна застава «Острів Зміїний»
- мобільна прикордонна застава «Ізмаїл»
- прикордонна комендатура швидкого реагування
- підрозділи забезпечення.

## Втрати
|                           | Посада                                                                               | Дата загибелі  | Місце загибелі                 | Обставини                   | Джерело |
| ------------------------- | ------------------------------------------------------------------------------------ | -------------- | ------------------------------ | --------------------------- | ------- |
| Скляров Артем Миколайович | головний сержант, інспектор прикордонної служби 3 категорії, помічник гранатометника | 13 жовтня 2023 | с. Макіївка, Луганська область | Виконання бойового завдання | [ 12 ]  |